# 爰曾
爰曾（?—?），兖州东平人，新朝末年民变领袖，号称城头子路。
与肥城刘诩起义，爰曾在黄河、济水一带抢掠，部众有二十余万人。更始政权建立后，爰曾遣使归附，被任为东莱郡太守，刘诩为济南郡太守，皆行大将军事。更始二年（24年），刘秀失利时，曾经想投奔城头子路和刁子都，被任光劝阻。在刘秀攻打巨鹿郡的时候，任光编写檄文：“大司马刘公将城头子路、力子都兵百万众从东方来，击诸反虏！”攻下了王郎占据的堂阳县、贳县。不久，爰曾为部将所杀。众人又推举刘诩为主，更始帝刘玄封刘诩为助国侯，其军队被解散。

## 资料来源
- 《汉书》王莽传
- 《後漢書》任光傳